# Lovering Island
Lovering Island ist eine kleine, runde Insel in der Prydz Bay an der Ingrid-Christensen-Küste des ostantarktischen Prinzessin-Elisabeth-Lands. Sie liegt 3,7 km nordwestlich der Law-Racoviță-Station im Gebiet der Larsemann Hills.
Das Antarctic Names Committee of Australia benannte sie 1988 nach dem australischen Geologen John Francis Lovering (* 1930), Vize-Präsident der Flinders University und Vorsitzender des Antarctic Science Advisory Committee im Department of Sustainability, Environment, Water, Population and Communities von 1985 bis 1990. Im Composite Gazetteer of Antarctica ist unter nahezu identischen Koordinaten eine als Shuijing Dao (chinesisch 水晶島 ‚Kristallinsel‘) benannte Insel enthalten, die chinesische Wissenschaftler im Jahr 2008 kartierten und benannten.